# Homoglaea variegata
Homoglaea variegata là một loài bướm đêm trong họ Noctuidae.